# Lonoke County
Das Lonoke County ist ein County im US-Bundesstaat Arkansas. Der Verwaltungssitz (County Seat) ist Lonoke. Das County gehört zu den Dry Countys, was bedeutet, dass der Verkauf von Alkohol eingeschränkt oder verboten ist. Das Lonoke County ist Bestandteil der Metropolregion Little Rock.

## Geographie
Das County liegt östlich des geografischen Zentrums von Arkansas und hat eine Fläche von 2078 Quadratkilometern, wovon 94 Quadratkilometer Wasserfläche sind. Es grenzt im Uhrzeigersinn an folgende Countys:
| Faulkner County | White County     |                 |
| Pulaski County  |                  | Prairie County  |
|                 | Jefferson County | Arkansas County |

## Geschichte
Das Lonoke County wurde am 16. April 1873 aus den Prairie County und dem Pulaski County gebildet. Das County ist das einzige von Arkansas, dessen Bezirkshauptstadt den gleichen Namen trägt wie das County selbst. Benannt wurde es nach einem Landvermesser einer Eisenbahngesellschaft, der eine massive und alte Roteiche als Bezugspunkt für seine Vermessung benutzte.

## Demografische Daten
Nach der Volkszählung im Jahr 2000 lebten im Lonoke County 52.828 Menschen in 19.262 Haushalten und 15.024 Familien. Die Bevölkerungsdichte betrug 27 Einwohner pro Quadratkilometer. Ethnisch betrachtet setzte sich die Bevölkerung zusammen aus 91,03 Prozent Weißen, 6,44 Prozent Afroamerikanern, 0,49 Prozent amerikanischen Ureinwohnern, 0,42 Prozent Asiaten, 0,03 Prozent Bewohnern aus dem pazifischen Inselraum und 0,51 Prozent aus anderen ethnischen Gruppen. Unabhängig von der ethnischen Zugehörigkeit waren 1,08 Prozent der Bevölkerung spanischer oder lateinamerikanischer Abstammung.
Von den 19.262 Haushalten hatten 40,3 Prozent Kinder oder Jugendliche im Alter unter 18 Jahre, die mit ihnen zusammen lebten. 63,3 Prozent waren verheiratete, zusammenlebende Paare, 10,6 Prozent waren allein erziehende Mütter, 22,0 Prozent waren keine Familien. 19,0 Prozent aller Haushalte waren Singlehaushalte und in 7,6 Prozent lebten Menschen im Alter von 65 Jahren oder darüber. Die Durchschnittshaushaltsgröße lag bei 2,71 und die durchschnittliche Familiengröße bei 3,09 Personen.
28,7 Prozent der Bevölkerung waren unter 18 Jahre alt, 8,0 Prozent zwischen 18 und 24, 30,9 Prozent zwischen 25 und 44, 21,9 Prozent zwischen 45 und 64 und 10,4 Prozent waren 65 Jahre oder älter. Das Durchschnittsalter betrug 35 Jahre. Auf 100 weibliche kamen statistisch 96,8 männliche Personen und auf 100 Frauen im Alter von 18 Jahren und darüber kamen durchschnittlich 93,5 Männer.
Das jährliche Durchschnittseinkommen eines Haushalts betrug 40.314 USD, das Durchschnittseinkommen der Familien 46.173 USD. Männer hatten ein Durchschnittseinkommen von 32.451 USD, Frauen 22.897 USD. Das Prokopfeinkommen betrug 17.397 USD. 8,1 Prozent der Familien und 10,5 Prozent der Einwohner lebten unterhalb der Armutsgrenze.

## Kultur und Sehenswürdigkeiten

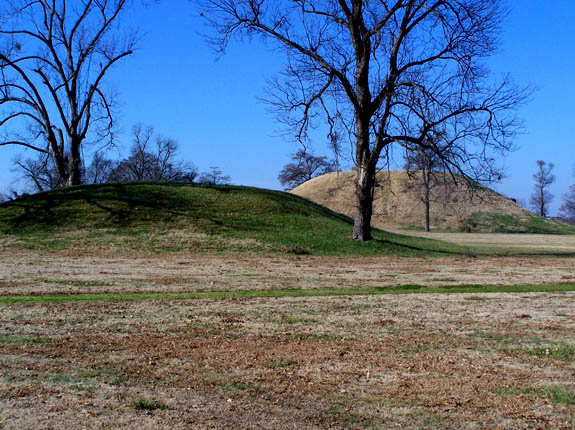
Toltec Mounds (2008). Diese archäologische Fundstätte aus der Woodland-Periode ist seit Juni 1978 ein National Historic Landmark.

34 Bauwerke, Stätten und historische Bezirke (Historic Districts) des Countys sind im National Register of Historic Places („Nationales Verzeichnis historischer Orte“; NRHP) eingetragen (Stand 23. Mai 2022), darunter haben die Toltec Mounds den Status eines National Historic Landmarks („Nationales historisches Wahrzeichen“).

## Orte im Lonoke County
- Allport
- Austin
- Blakemore
- Brummitt
- Butlerville
- Cabot
- Carlisle
- Cobbs
- Coy
- England
- Furlow
- Geridge
- Hamilton
- Hamiter
- Holland
- Humnoke
- Keo
- Kerr
- Lonoke
- McCreanor
- Meto
- Mountain Springs
- Oak Grove
- Old Austin
- Parnell
- Pettus
- Ryan
- Scott
- Seaton
- Sisemore
- Sylvania
- Toltec
- Tomberlin
- Union Valley
- Ward
- Wattensaw
- Willow Belle

Townships
- Butler Township
- Carlisle Township
- Caroline Township
- Cleveland Township
- Crooked Creek Township
- Dortch Township
- Eagle Township
- Fletcher Township
- Furlow Township
- Goodrum Township
- Gray Township
- Gum Woods Township
- Hamilton Township
- Indian Bayou Township
- Isbell Township
- Lafayette Township
- Lonoke Township
- Magness Township
- Oak Grove Township
- Pettus Township
- Prairie Township
- Pulaski Township
- Richwoods Township
- Scott Township
- Totten Township
- Walls Township
- Ward Township
- Williams Township
- York Township